# Fum

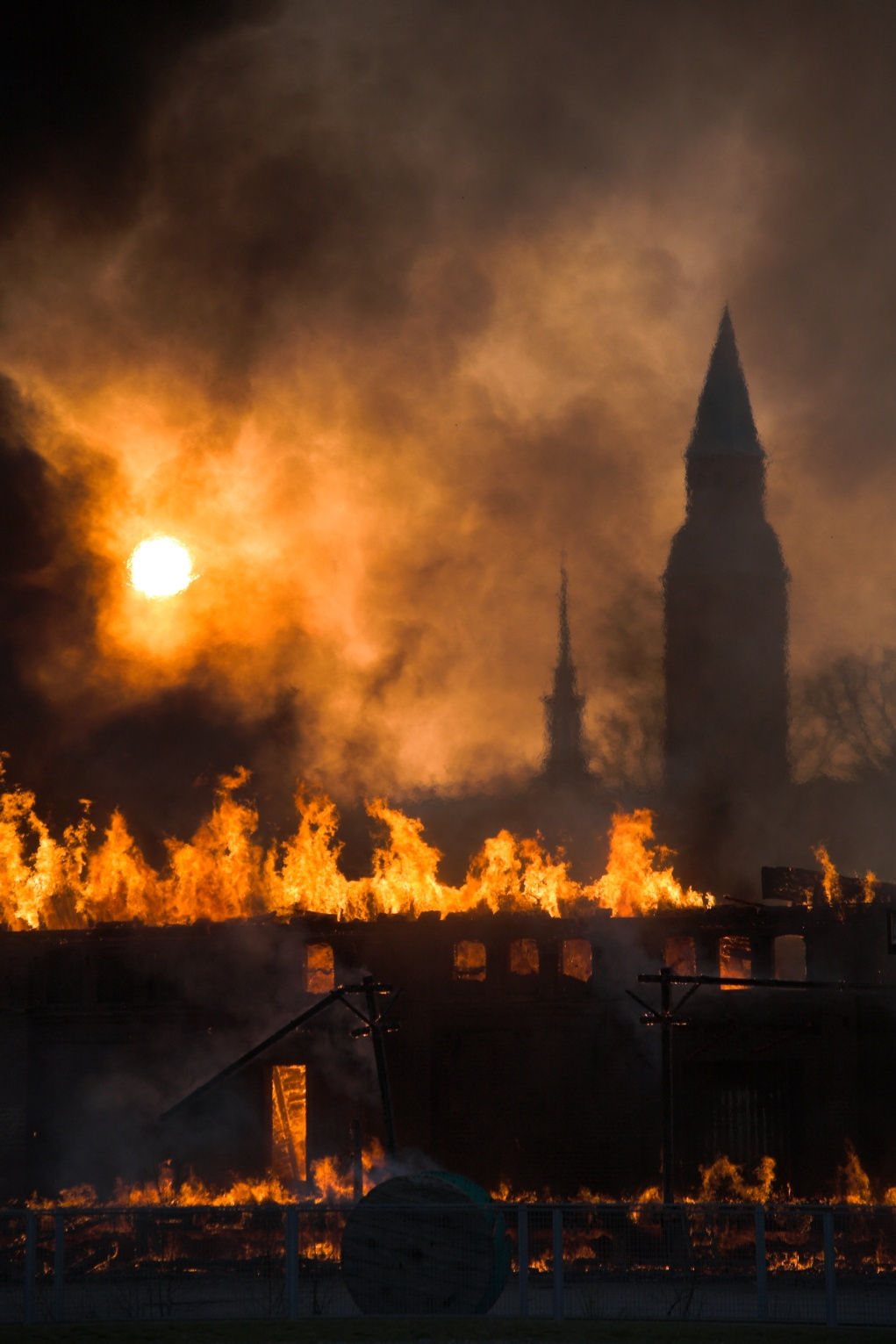
Fumul de la un incendiu

Fumul (din latină fumus) este o suspensie de particule solide într-un mediu gazos, produsă în cursul arderii incomplete a materialelor combustibile.
Poate fi definit și ca un aerosol, produs de obicei prin combustie, compus din elemente solide de dimensiuni mici, gaze, praf, funingine. 
Fumul, care este de cele mai multe ori nociv sănătății, este eliminat prin coșurile caselor, uzinelor, instalațiilor de incinerare, crematoriilor, dar și de către autovehiculele dotate cu motor cu ardere externă sau cu motor cu ardere internă.
La coșurile fabricilor se montează filtre pentru reținerea din fum a substanțelor solide.
O altă sursă de fum, care contribuie la poluarea aerului, o reprezintă incendiile, în special incendiile de pădure și erupțiile vulcanice.

## Utilizări ale fumului
Semnalizarea cu fum era o formă de comunicare vizuală folosită în vechime pentru a transmite pe distanțe lungi în special avertizări de pericol. În China antică, soldații staționați de-a lungul Marelui Zid se alertau reciproc despre iminența unui atac inamic prin semnalizare de la un turn la altul. În acest fel, ei reușeau să transmită, în doar câteva ore, un mesaj pe o distanță de 750 km. În zilele noastre, la Vatican, Colegiul Cardinalilor utilizează semnale de fum pentru a indica alegerea unui nou Papă. Cardinalii votează în secret până când un candidat eligibil primește două treimi plus unu din voturi. Buletinele de vot sunt arse după fiecare vot. Fumul negru indică un tur de scrutin nereușit, iar fumul alb înseamnă că a fost ales un nou Papă.
Operația de afumare cu diverse substanțe în scopul distrugerii unor paraziți, pentru dezinfecție, parfumarea aerului într-un spațiu închis (prin arderea lemnului de santal) sau în scopuri terapeutice se numește fumigație.
Protejarea livezilor primăvara, când în timpul înfloritului pomilor fructiferi survin temperaturi scăzute, uneori negative, care pot afecta total sau parțial florile, se poate realiza prin fumigație. Astfel, se micșorează efectul radiației termice nocturne cu ajutorul unui ecran protector de fum, de durată limitată, generat de o substanță fumigenă. Perdeaua de fum, de preferință de culoare albă, cu o mai mare putere de reflecție, împiedică răcirea solului și a pomilor, reducând efectul radiației nocturne. Ecranele de nori artificiali de fum se formează prin arderea de material fumigen constând în paie umezite, talaș, ramuri tăiate, rumeguș, la care se adaugă reziduuri de petrol.
Expunerea unui aliment la fum, cu scopul de a-l conserva sau de a-i da o aromă poartă denumirea de afumare. Operațiunea se desfășoară într-o instalație rudimentară sau cameră specială pentru afumarea cărnii, a prunelor etc. care se numește afumătoare.
O intoxicare prin inhalare voluntară cu fum se realizează prin fumat, în special prin fumatul „țigară de la țigară”, care are ca rezultat tabagismul cu toate urmările sale asupra sănătății. Fumul provenit din arderea tutunului este un aerosol complex, format din circa 4500 componenți chimici, împărțiți în patru categorii de substanțe: nicotină, monoxid de carbon, iritanți și gudroane.
Într-un tunel aerodinamic, spectrul aerodinamic, adică traiectoria pe care o iau fileurile de aer în scurgerea lor în jurul unui corp, se vizualizează prin injectarea de fum în fluxul de aer pus în mișcare de o suflantă.
Tehnica de luptă, terestră sau navală, poate lansa perdele de fum pentru mascarea acțiunilor. Acoperirea unui obiectiv militar cu fum sau cu ceață artificială, în scopul camuflării lui, poartă denumirea de fumizare.
În slujbele religioase creștine ortodoxe și romano-catolice și catolice de rit oriental, unul din actele liturgice nelipsite este cel al tămâierii sau cădirii, adică al răspândirii fumului și mirosului de tămâie prin mijlocirea cădelniței sau al cățuiei, obiect liturgic sub formă de cupă traforată, cu picior și toartă, care se poartă în mână legănându-se. Atât în cădelniță, cât și în cățuie se pune cărbune încins peste care se așează tămâia care răspândește fumul cu mirosul său specific. În interpretarea marelui liturgist și ierarh Gherman al Constantinopolului, cădelnița simbolizează umanitatea Mântuitorului, focul din cădelniță divinitatea Sa, iar fumul de tămâie e mireasma Duhului Sfânt.
În Evul mediu, la cei condamnați la ardere pe rug, moartea survenea de obicei prin sufocarea provocată de fum, înainte ca trupul să fie cuprins de flăcări.

## Influența fumului asupra sănătății
Fumul distruge sănătatea umană, contribuie la dezvoltarea unor stări dureroase (catargia tractului respirator superior, bronșită, modificări fibrotice pulmonare etc.). Conținutul condenselor de metale grele din fum (plumb, mercur etc.) determină modificări ale sângerarelui, o întârziere în dezvoltarea fizică a copiilor etc. Unele componente de fum conțin substanțe cancerigene (adică substanțe care provoacă tumori); particulele mari care intră în contact cu ochiul afectează corneea și membranele mucoase.

## Prevenirea incendiilor
Pentru a preveni izbucnirea și răspândirea incendiilor, prin luarea de măsuri de stingere în cel mai scurt timp, legislația impune instalarea detectoarelor de fum în locuințe și clădiri publice.

## Fumul în proverbe
Înțelepciunea populară a inclus fumul ca element al multor proverbe:
- Nu iese fum fără foc.
- Fum fără foc și prost fără noroc nu se poate.[13]
- Fumul și femeia rea te scoate din casă afară.[13]